# Ubierna (rivière)
La rivière de Ubierna est une rivière d'Espagne, affluent de la rivière de Arlanzón, elle-même affluent du fleuve Douro. Elle naît au Páramo de Masa près de la localité de Masa. Elle traverse entièrement la province de Burgos sur environ 50 km.
Elle passe par les villes de Merindad de Río Ubierna, Quintanaortuño, Quintanilla Vivar, Sotragero et Alfoz de Quintanadueñas. Elle se jette dans la rivière de Arlanzón près de la localité de Villalonquéjar, territoire communal de Burgos.

## Toponymie
Son nom vient de la localité principale qu'elle traverse, Ubierna

## Naissance
Comme il arrive dans la plupart des rivières qui naissent dans les zones calcaires, et donc dotée d'une grande porosité, la rivière de Ubierna n'a pas une seule délivrance, mais est rempli de nombreuses remontées d'eau proches les unes des autres. Parmi elles deux se distinguent:
- La Cueva: D'origine karstique. Elle est située sur les terrains de l'entreprise d'explosifs du Páramo de Masa. La visite requiert une autorisation.
- La Poza: Située dans la localité de Quintanilla.

Il existe d'autres sources mais moins importantes qui atteignent un certain relief seulement en période de fortes précipitations ou de rapides dégels, comme la célèbre Fuente Maján, située à deux kilomètres à l'ouest de Quintanilla et où la tradition place un peuple disparu qui s'appelait Maján, ou Cueva Rulladera  dans la commune de Valdemiguel

## Affluents
Sur sa rive droite:
- Le courant de Fuentemaján.

Sur la rive gauche:
- La rivière de Rioseras. C'est celle qui apporte le plus grand débit. Elle rejoint la rivière de Ubierna dans la ville de Vivar del Cid.
- La rivière de la Hoz. Elle provient de la gorge de Peñahorada.
- Le ruisseau Arroyo Jordán.

## Caractéristiques
Il s'agit d'une rivière qui a un faible débit en été, mais dont le débit augmente significativement en hiver, qui arrive à déborder presque chaque année

## Description de Sebastían Miñano (1826)
Elle tire son nom de la localité de Ubierna, située à 3 lieues au nord de Burgos, et descend en serpentant à travers les villes de San Martín de Ubierna, Quintanaortuño, Sotopalacios, Vivar del Cid, Villarmero et d'autres, jusqu'à déboucher à Villalonquéjar dans la rivière de Arlanzón, qui baigne à Burgos, s'introduisant dans celui-ci par sa rive droite, avant de baigner à Tardajos.